# Grote fopwesp
De grote fopwesp (Chrysotoxum cautum) is een insect uit de familie Syrphidae (Zweefvliegen).

## Algemeen
De grote fopwesp is een algemene zweefvlieg in Nederland die veel op een wesp lijkt. De vleugels echter staan vaak uit elkaar wat een wesp niet doet. De lengte van de grote fopwesp is ongeveer 14 mm. 

## Uiterlijk
Het borststuk is zwart met gele langwerpige vlekken aan de zijkant zoals een echte wesp dat ook heeft. het achterlijf is vrij breed, geel gekleurd met zwarte strepen. De antennen zijn zwart gekleurd en zijn vrij lang. 

## Vliegtijd
De grote fopwesp komt in Nederland met name tussen april en juli voor.